# Philipp Roth
Philipp Roth (Tarnowitz, 25 d'octubre de 1853 - Berlín, 9 de juny de 1898) fou un violoncel·lista polonès d'origen alemany.
Va ser deixeble de Müller i R. Hausman en l'Acadèmia Reial de Berlín i després emprengué una sèrie de gires com a concertista. El 1890 fundà a Berlín la Freie musikalische Vereinigung, així com el seu òrgan en la premsa, Berliner Signale. Publicà un mètode per a violoncel i Führer durch die Violoncell-Literatur (2a ed., 1899).